# Царенко, Антон Александрович
Анто́н Алекса́ндрович Царе́нко (укр. Антон Олександрович Царенко; род. 17 июня 2004, Поповка, Сумская область) — украинский футболист, полузащитник киевского «Динамо» и молодёжной сборной Украины. Выступает на правах аренды за гданьскую «Лехию».

## Клубная карьера
Родился 17 июня 2004 года. Является воспитанником клуба «Динамо» (Киев). В январе 2022 года подписал свой первый профессиональный контракт с клубом на три года. Дебютировал за первую команду 17 августа 2022 года в матче плей-офф квалификации Лиги Чемпионов против португальской «Бенфики». Стал пятым самым молодым дебютантом «Динамо» в еврокубках после Максима Коваля, Андрея Шевченко, Георгия Цитаишвили и Ильи Забарного.

## Карьера в сборной
В 2019 году выступал за сборную Украины до 16 лет, а с 2022 по 2023 год играл за сборную Украины до 19 лет.
В составе молодёжной сборной Украины (до 21 года) принял участие в Чемпионате Европы по футболу среди молодёжных команд 2025.

## Достижения
«Динамо» (Киев)
- Серебряный призёр чемпионата Украины: 2023/24